# 独尊儒术
独尊儒术，全称「罢黜百家，独尊儒术」，是指西漢武帝接受董仲舒的建議將儒家列為統治思想並壓制其他思想流派。这一术语首次出现于易白沙1916年发表的文章《孔子评议》。

## 词源
“罢黜百家，独尊儒术”並不出現於中國古籍中，《汉书·武帝纪赞》僅僅表明“孝武初立，卓然罢黜百家，表章六经”。學者易白沙在1916年2月15日《青年雜誌》第1卷第六號發表《孔子评议》，称“罢黜百家，独尊儒术，利用孔子为傀儡，垄断天下之思想，使失其自由”，第一次提出“罢黜百家，独尊儒术”，指出這一政策正是帝王以孔子為傀儡奴役人民的手段。然而對於這一論述是否符合歷史，史學界仍存在爭議。

## 历史
在春秋战国时，各国思想家都提出了自己的策略方针，以法家为盛。各国纷纷启用法家人物变法改革。汉朝建立後，原战国各学派思想逐渐恢复，尤以儒家及道家两派为盛。汉朝初期各君主，主要奉行“与民休息，无为而治”的黃老之術，尊重道家思想；惟七国之乱平定後，汉朝中央政府权威空前强大，为了巩固自己的地位，急切需要大一统的思想标准。到汉武帝时，日益需要完整及深厚的哲学思想来维护政权的权威。汉武帝即位後，权臣卫绾、田蚡和窦婴等主张尊崇儒术、贬抑法家，同主张道家無為思想的窦太后展开政治斗争。建元二年（前139年），窦太后一度得胜。建元六年（前135年），窦太后去世，支持儒家的官员重新得势。
在这种情况下，汉武帝于元光元年（前134年）征召天下著名儒生入长安策问，其中著名儒生董仲舒提出《天人三策》：“诸不在六艺之科、孔子之术者，皆绝其道，勿使并进。”班固於《漢書·武帝纪》贊曰：“孝武之初立，卓然罷黜百家，表章六藝。”《漢書》中漢武帝未置可否，不過武帝頗好方術，但孝文帝本好刑名之言；及至孝景，不任儒者的情況有很大的改善，在全国的思想及仕进上慢慢開始采用儒家思想的观點。此后，汉武帝大量任用儒生为官，同时张汤和杜周等人主张以《春秋》作为断案的凭据，即“春秋决狱”，逐渐使通晓儒家经典成为为官为吏的必要条件之一，儒家逐渐成为中國社會的统治思想。但是，汉武帝尊崇的儒术同孔子的思想出现了很大的区别，其中加入了天人感应的神学思想，該时期的儒术成为了以原儒家思想为主体，大量吸纳其他诸子百家思想的一种新的思想体系。
汉宣帝執政時偏愛刑法治國，遭到大臣蓋寬饒的反對，而太子刘奭也十分相信儒家学说、同樣对宣帝喜歡任用文法吏利用刑名之學處治大臣不满，結果刘奭遭宣帝训斥：“汉家自有制度，本以霸王道杂之，奈何纯用德教、用周政乎？”

## 學術爭議
易白沙在提出這一論述後，這一論述一度成為史學的公論。易白沙提出這一學說有著新文化运动追求民主、自由的歷史背景。但是從1970年代開始，不少史學家開始質疑這一論述，對於漢武帝是否實行過獨尊儒術、或者漢代學術是否獨尊儒術，受到了學界的廣泛質疑和批評；而對於“罢黜百家，独尊儒术”的學術性質，學界也眾說紛紜；就目前而言，學界的否定派佔據上風，否定漢武帝曾經實行過這一政策。
有意見認為，中國歷代實行的只是外儒內法、儒表法裏。
2021年中國大陸新版中国历史七年级下册部编版将“罢黜百家，独尊儒术”的表述更改为“罢黜百家，尊崇儒术”。